# George Bowyer
Sir George Bowyer, 5. a 1. baronet (anglicky Sir George Bowyer, 5th Baronet Bowyer of Denham Court, 1st Baronet Bowyer of Radley Hall) (3. května 1740 Denham Court, Buckinghamshire, Anglie – 6. prosince 1800 Radley Hall, Oxfordshire, Anglie) byl britský admirál. Pocházel ze šlechtické rodiny a u královského námořnictva sloužil od dětství, na moři se zúčastnil válečných konfliktů druhé poloviny 18. století. Ve válkách proti republikánské Francii byl vážně zraněn v bitvě Slavného 1. června (1794). Následky zranění jej vyřadily z další aktivní služby, nakonec ale dosáhl hodnosti admirála (1799). Díky dědictví a vlastním akvizicím byl majitelem panství v několika hrabstvích.

## Životopis
Pocházel ze staré šlechtické rodiny z Buckinghamshire připomínané od 15. století, narodil se na zámku Denham Court jako mladší syn Sira Williama Bowyera, 3. baroneta (1710–1767). Jako kapitánský sluha vstoupil do námořnictva již v jedenácti letech, začínal pod kapitánem Richardem Howem. Sloužil u břehů západní Afriky, ve Středomoří a Karibiku. Na počátku sedmileté války se zúčastnil bitvy o Menorcu a v roce 1758 byl povýšen na poručíka. Dalších bojů se zúčastnil u břehů Francie a v Karibiku, v roce 1761 získal hodnost komandéra. V roce 1762 v boji s Francouzi u ostrova Ouessant padl do zajetí a ztratil loď, načež byl postaven před válečný soud, ten jej zprostil viny. 

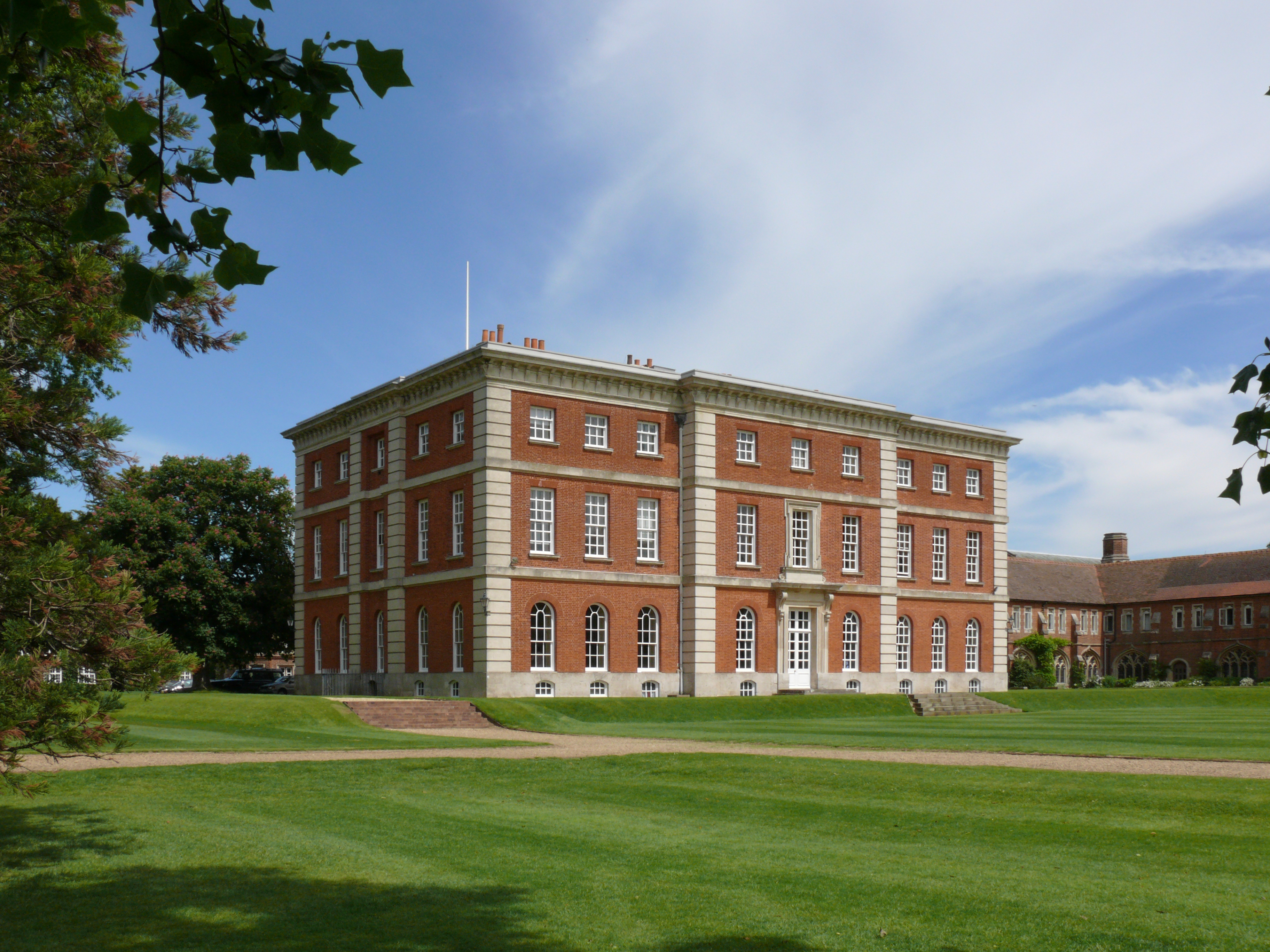
Zámek Radley Hall (Oxfordshire), sídlo rodu Bowyerů v 18. a 19. století (nyní škola)

V roce 1762 dosáhl hodnosti kapitána, ale po sedmileté válce žil několik let mimo aktivní službu. Znovu byl povolán až během války proti USA, kdy s admirálem Byronem odplul do Karibiku a poté se připojil k loďstvu admirála Rodneye. Pod Rodneyovým velením se zúčastnil bitvy u Martiniku (1780) a několika dalších menších střetnutí s Francouzi. V roce 1781 se vrátil do Anglie a v hodnosti komodora velel od roku 1782 v ústí řeky Medway. V roce 1784 byl zvolen do Dolní sněmovny, kde podporoval vládu W. Pitta mladšího. Na půdě parlamentu vystoupil několikrát jako řečník k tématu námořnictva. V Dolní sněmovně zastupoval volební obvod Queenborough v hrabství Kent, kde ve volbách v roce 1784 těsným výsledkem porazil admirála Hyde Parkera. V následujících volbách v roce 1790 již nekandidoval. Mezitím získal v roce 1787 čestnou hodnost plukovníka námořní pěchoty (Royal Marines). 

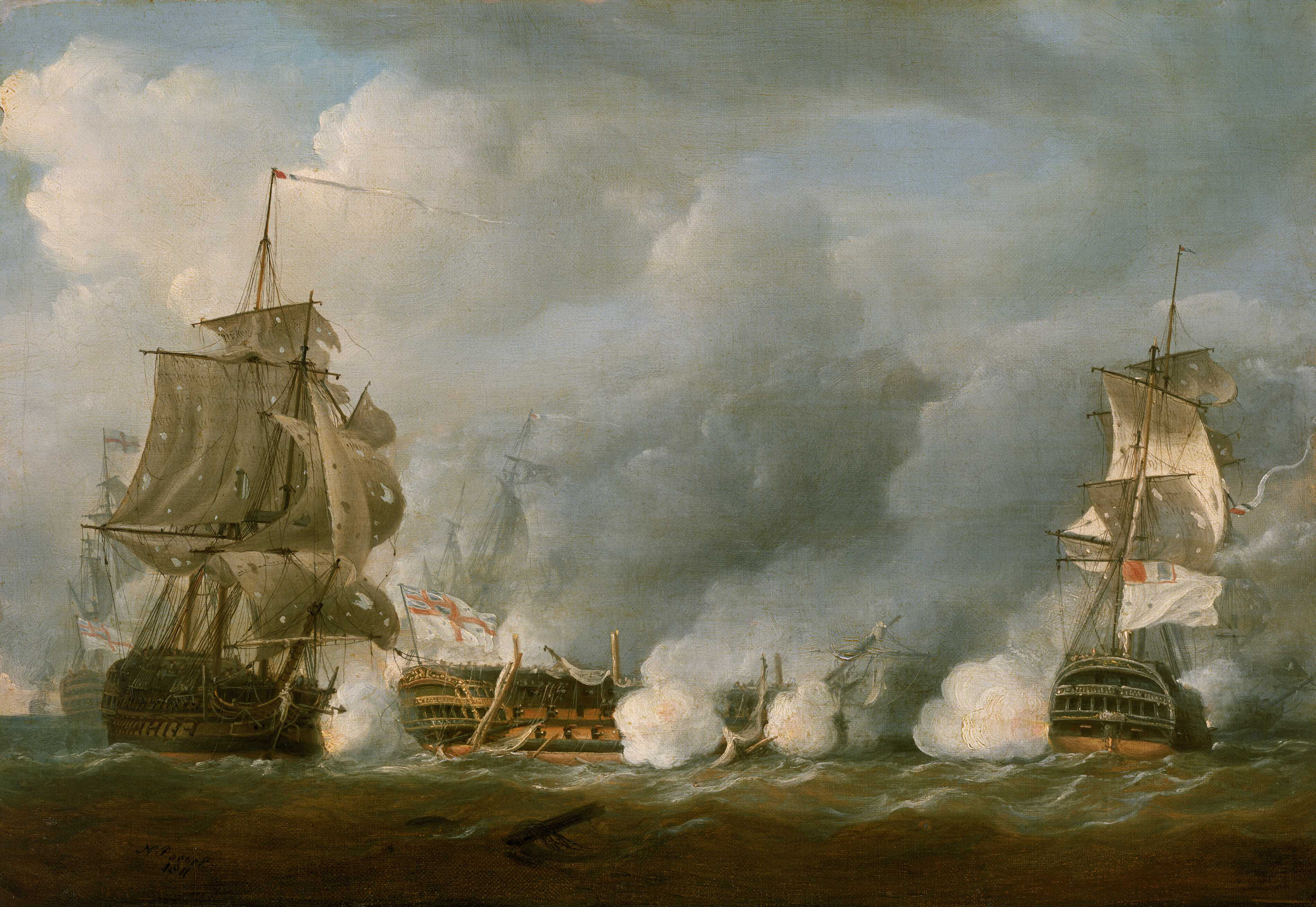
Bitva Slavného 1. června (1794, obraz z roku 1811 ve sbírkách Národního námořního muzea v Greenwichi)

Na začátku válek s republikánskou Francií byl povýšen do hodnosti kontradmirála (1793) a připojil se k loďstvu Channel Fleet admirála Howea, svého prvního nadřízeného z počátku kariéry. Se svou lodí HMS Barfleur podnikl koncem května 1794 útok proti francouzskému loďstvu admirála Villareta de Joyeuse. V následující bitvě Slavného 1. června byl vážně zraněn a musela mu být amputována noha. Za zásluhy obdržel státní penzi ve výši 1 000 liber ročně a získal titul baroneta s nárokem na titul Sir. Titul of Radley Hall byl odvozen od názvu panství, které v roce 1792 zdědil po spřízněné rodině Stonhouse. Aktivně na moři již nemohl sloužit, ale v roce 1794 byl povýšen na viceadmirála a nakonec v roce 1799 dosáhl hodnosti admirála. Po bratru Williamovi (1736–1799) zdědil v roce 1799 starší rodový titul baroneta z Denham Court. Od názvu tohoto sídla byl později odvozen peerský titul barona Denhama, který potomci užívají dodnes. Současným představitelem rodu je George Grenville Bowyer, 3. baron Denham (*1959).

## Rodina a majetek
Kromě statků získaných dědictvím vlastnil také panství Warfield Grove v hrabství Berkshire, kde nechal postavit v georgiánském stylu zámek Warfield House. Byl dvakrát ženatý. Poprvé se oženil v roce 1768 s Margaret Price, ovdovělou Downingovou (†1778), s níž neměl žádné potomstvo. Podruhé se oženil v roce 1782 s Henriettou Brettovou (1753–1845), dcerou admirála a prvního námořního lorda Sira Peircyho Bretta. Z jejich manželství se narodilo šest dětí, dědicem rodových titulů a majetku byl syn Sir George Bowyer, 2. a 6. baronet (1783-1860), který byl řadu let poslancem Dolní sněmovny.
Rodové sídlo Radley Hall bylo v 19. století prodáno a dnes je zde umístěna soukromá internátní škola Radley College. Jako připomínka účasti admirála Bowyera v bitvě Slavného 1. června bývá na budově školy každoročně 1. června vyvěšována britská vlajka.